# Jimmy Radafison
Jimmy Radafison est un footballeur international malgache né le 15 mars 1980.

## Biographie
Avec les différents clubs dans lesquels il a évolué à Madagascar et aux Seychelles, Jimmy Radifison a souvent joué en Coupe de la confédération et également la Ligue des champions de la CAF.
Faisant partie à l'époque de l'effectif du Stade olympique de l'Emyrne, il participe au match AS Adema – SO de l'Emyrne, comptant pour le championnat de Madagascar, qui a lieu le 31 octobre 2002 et voit la victoire par 149-0 de l'AS Adema, les partenaires de Radfison ayant marqué contre leur propre camp pour protester contre une décision arbitrale,.
Sa seule expérience hors de ces deux pays est en National, troisième division française, avec le Football Croix-de-Savoie 74, pour lequel il joue très peu (4 matchs de championnat dans la saison 2004-2005). En grandes difficultés, le club parvient à se sauver de justesse en fin de saison, mais les problèmes de gestion sont assez graves (joueurs rémunérés en retard, pertes de point sur tapis vert, etc.) et le club frôle le dépôt de bilan. De nombreux joueurs quitte le club en fin de saison, dont Radafison qui retourne à Madagascar.
Appelé en équipe de Madagascar régulièrement depuis 2000, Jimmy Radafison a participé à quelques épopées de l'équipe, comme la participation au tour préliminaire de la coupe du monde 2002, dans le groupe de la Côte d'Ivoire, ou encore la victoire sur l'Égypte lors des qualifications à la Coupe d'Afrique des nations de football 2004.

## Palmarès

### En club
- Champion de Madagascar en 2001 avec le Stade olympique de l'Emyrne
- Vainqueur de la Coupe de Madagascar en 2003 avec l'US Transfoot
- Vainqueur de la Coupe des Seychelles en 2010 avec Saint-Louis Suns United
- Champion des Seychelles en 2012 avec Saint-Michel United

### En sélection
- Médaille d'argent aux Jeux des îles de l'océan Indien 2007 avec l'équipe de Madagascar